# Kallima
Kallima es un género de lepidópteros de la subfamilia  Nymphalinae, familia Nymphalidae que se encuentran en Asia.
Con las alas cerradas, prácticamente recuerda a una hoja seca con venas negras. Se trata de un espectacular y comúnmente citado caso de camuflaje.

## Especies
Lista de especies de Kallima:
- Kallima albofasciata Moore, 1877
- Kallima alompra Moore, 1879
- Kallima buxtoni Moore, 1879
- Kallima horsfieldi (Kollar, 1844)
- Kallima inachus (Boisduval, 1846)
- Kallima knyvetti (Nicéville, 1886)
- Kallima limborgii Moore, 1879
- Kallima paralekta (Horsfield, 1829)
- Kallima philarchus (Westwood, 1848)
- Kallima spiridiva Grose-Smith, 1885